# La Carlota (Hiszpania)
La Carlota – gmina w Hiszpanii, w prowincji Kordoba, w Andaluzji, o powierzchni 78,97 km². W 2011 roku gmina liczyła 13 743 mieszkańców.